# Christoph Heyder
Christoph Heyder (Suhl, 3 giugno 1974) è un bobbista tedesco.

## Biografia
Viene ricordato come vincitore di una medaglia d'argento nella sua disciplina, vittoria avvenuta ai campionati mondiali del 2004 (edizione tenutasi a Königssee, Germania) insieme ai suoi connazionali Christoph Langen, Enrico Kühn e Jens Nohka
Nell'edizione l'oro andò all'altra nazionale tedesca e il bronzo alla nazionale statunitense.